# Praha-Krč (nádraží)
Praha-Krč je železniční stanice ležící na trati Praha - Vrané nad Vltavou - Čerčany/Dobříš. Nachází se v Praze v Krči nedaleko od Krčského zámku v Krčském údolí na adrese Před Nádražím 68/2. 
V příštích letech[kdy?] je plánována demolice současné nádražní budovy a úprava okolí v souvislosti s výstavbou plánované stejnojmenné stanice linky D pražského metra.

## Historie

### Původní nádraží
Původní nádraží bylo vystavěno roku 1882 na trati Nusle–Modřany, která měla sloužit rychlému a lacinému spojení modřanského cukrovaru s Prahou. Stálo jižně od trati v ulici U Krčského nádraží východně od křižovatky s ulicí U Společenské zahrady v místech železničního podchodu. Bylo zdemolováno v roce 1964 při přestavbě nádraží v rámci dobudovávání pražského železničního uzlu, konkrétně Železniční jižní spojky vedoucí z Radotína na seřaďovací nádraží Vršovice.

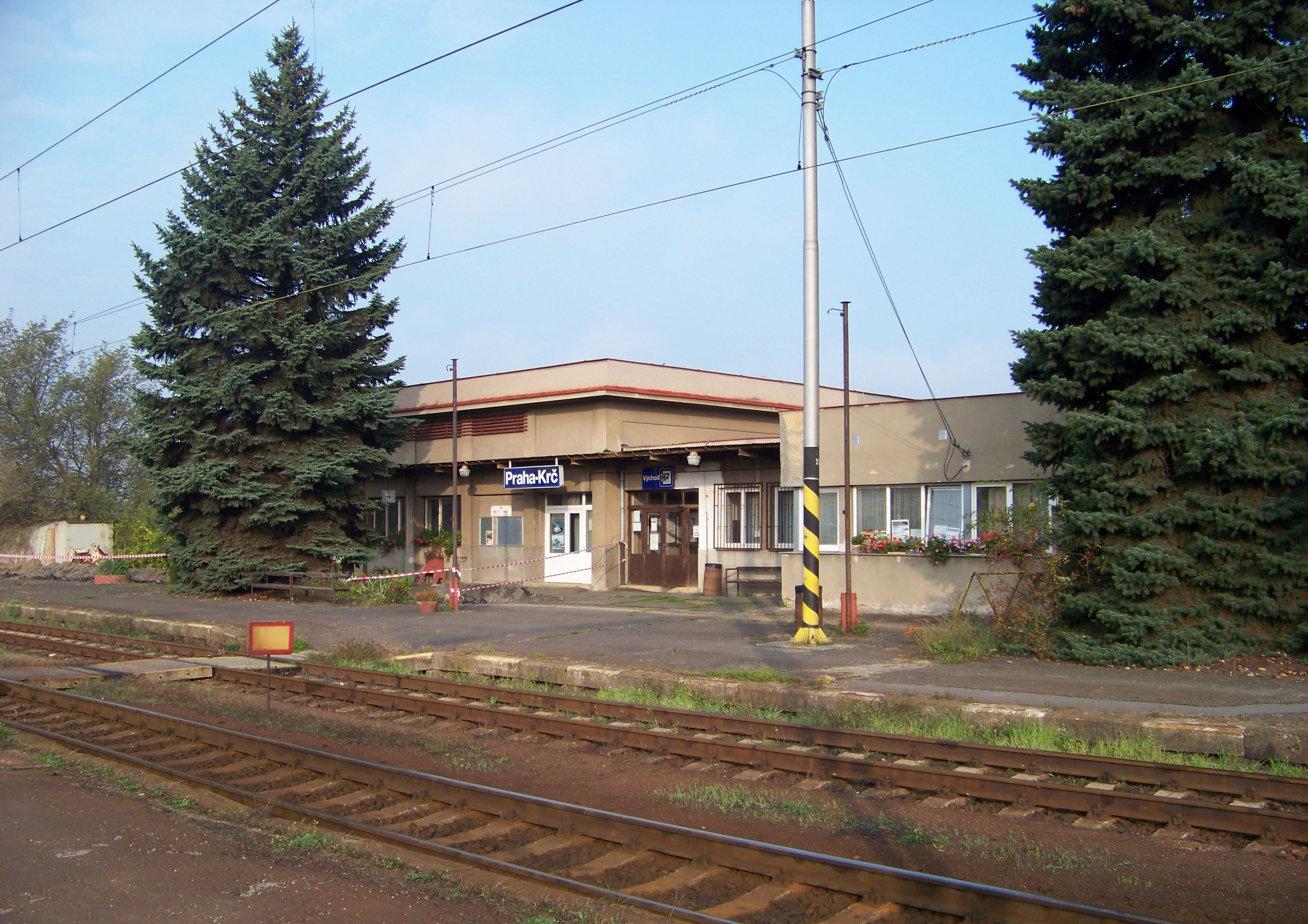
Pohled na budovu od kolejiště

### Nové nádraží
V roce 1964 byla náhradou postavena nová nádražní budova severně od trati, na pravé straně trati ve směru k nádraží Braník. Nové nádraží tak bylo situováno do centra Dolní Krče, které však později v osmdesátých letech muselo ustoupit výstavbě silniční Jižní spojky, nyní se tedy nádraží nachází prakticky mimo zástavbu.

### Plánovaná demolice budovy nádraží
15. dubna 2019 náměstek primátora Adam Scheinherr spolu s generálním ředitelem Dopravního podniku hl. m. Prahy Petrem Witowským oznámili, že se vedení Prahy a DPP předběžně dohodly, že kvůli stavbě nového metra D koupí od Správy železniční dopravní cesty výpravní budovu železniční stanice Praha–Krč. Zatím nebylo jasné, zda kupcem bude dopravní podnik, nebo hlavní město Praha, a transakci měla muset schvalovat vláda. Podle ředitele DPP pravděpodobně bude nutné budovu zbourat a postavit novou. Dopravní podnik by v nové budově chtěl zřídit dispečink pro plánované metro D. Správa železnic by tam současně chtěla umístit i svoje technologie pro železnici.

## Popis stanice
Stanice je vybavena reléovým zabezpečovacím zařízením (RZZ) AŽD 71 cestového systému s tlačítkovou volbou. Pult RZZ je umístěn v dopravní kanceláři ve výpravní budově, kde jej ovládá výpravčí. U výpravní budovy se nachází dopravní kolej č. 3, následují dopravní koleje č. 1 (hlavní staniční kolej pro směr Vršovice – Braník), 2, 4, 6, 8 (hlavní staniční kolej pro směr Zahradní Město – Radotín) a 10. Za nimi se nalézají ještě dvě průběžné manipulační koleje č. 12 a 14. Na vršovickém zhlaví pokračuje kolej č. 12 jako vlečka pražského metra do depa Kačerov. Na stejném zhlaví odbočuje z koleje č. 14 vlečka Podaný.

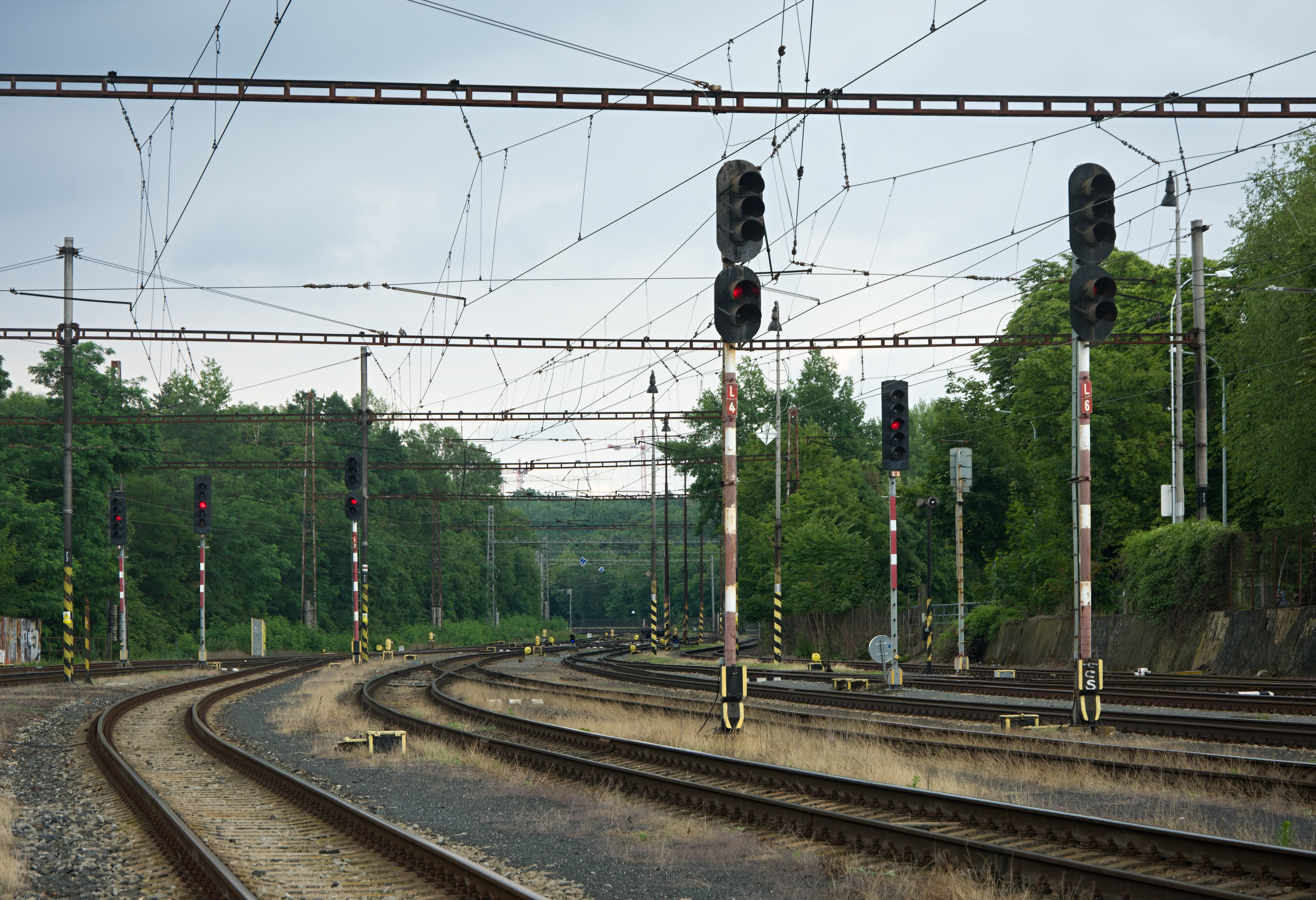
Vršovické zhlaví

Cestujícím slouží dvě nástupiště: u budovy je vnější nástupiště č. 1 u koleje č. 3, dále se nachází vnitřní nástupiště č. 2 mezi kolejemi č. 1 a 2 (přístup na toto nástupiště je po přechodu v km 6,165 přes kolej č. 3).
Ve směru od odbočky Tunel je stanice kryta vjezdovým návěstidlem RL v km 7,071, od Prahy-Braníka návěstidlem L v km 6,671 (= km 7,071 trati od Prahy-Radotína), z opačné strany pak návěstidly S od Prahy-Vršovic a VS od Prahy-Zahradního Města.
Provoz ve všech čtyřech traťových úsecích vycházejících ze stanice je zabezpečen pomocí automatických hradel (AHr) se zjišťováním volnosti pomocí počítačů náprav. Úseky do Prahy–Braníka a Prahy–Zahradního Města jsou bez oddílových návěstidel, v úseku do odbočky Tunel se nachází oddílová návěstidla AHr Branický pivovar, v úseku do Prahy–Vršovic jsou oddílová návěstidla AHr Michle.

### Vlečka pražského metra

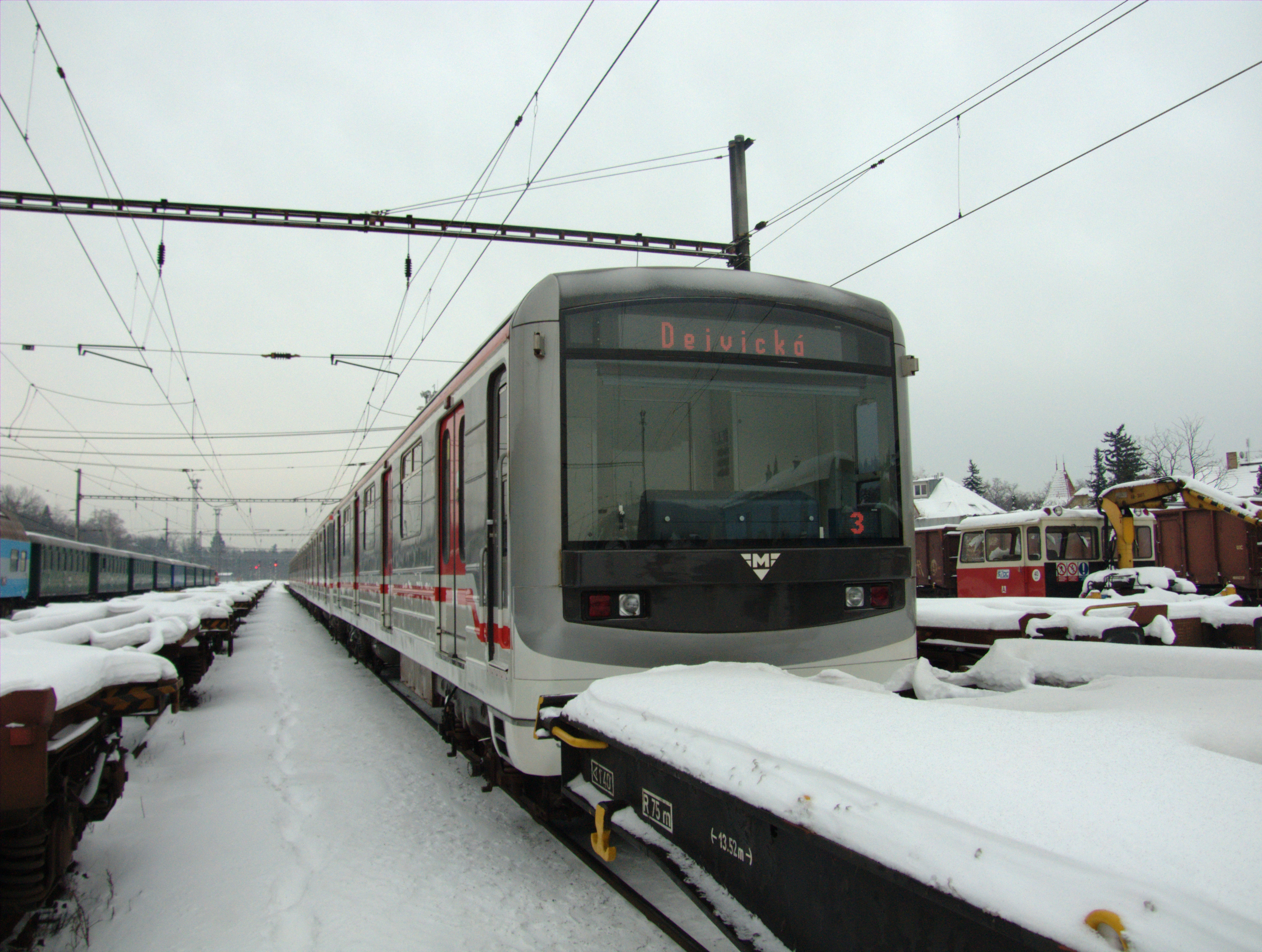
vůz metra v prostoru nádraží, prosinec 2010

V roce 1971 byla do nádraží zaústěna jednokolejná trať pražského metra z depa Kačerov, která díky stejnému rozchodu vagonů metra i železnice a speciálním naváděcím kolejničkám může sloužit oběma dvěma typům vozidel. Vlečka je využívána při nasazování nových souprav metra do provozu a také jako testovací trať pro síť pražského metra.[zdroj?]